# Aythya
Aythya è un genere di anatre tuffatrici.

## Specie
- Aythya affinis - Moretta americana,
- Aythya americana - Moriglione testarossa,
- Aythya australis - Moretta australiana,
- Aythya baeri - Moriglione di Baer,
- Aythya collaris - Moretta dal collare,
- Aythya ferina - Moriglione,
- Aythya fuligula - Moretta,
- Aythya innotata - Moretta del Madagascar,
- Aythya marila - Moretta grigia,
- Aythya novaeseelandiae - Moretta di Nuova Zelanda,
- Aythya nyroca - Moretta tabaccata,
- Aythya valisineria - Moriglione dorsotelato,

Una specie preistorica non ancora descritta è conosciuta a partire da resti fossili del Pleistocene superiore ritrovati a Dursunlu, in Turchia (Louchart et al. 1998); considerando l'epoca, comunque, dovrebbero essere ricondotti ad una paleosottospecie di una specie attuale (vedi anche moretta grigia).